# Kristofer av Bayern
Kristofer av Bayern, troligen född 26 februari 1418 i Neumarkt in der Oberpfalz, död 6 januari 1448 i Helsingborg, var kung av Danmark (Kristofer III) från 1440, kung av Sverige från 1441 och kung av Norge från 1442. Han var son till hertig Johan av Pfalz och Erik av Pommerns syster Katarina av Pommern. I september 1445 gifte han sig på Köpenhamns slott med Dorotea av Brandenburg.

## Uppväxt
Kristofer var son till pfalzgreven Johan och unionskungen Erik av Pommerns syster Katarina. Redan 1438 hade danska rådet efter Eriks avresa till Gotland erbjudit Kristofer regeringen, ett erbjudande han genast tackade ja till. Han anlände till Danmark 1439, där han bar titeln riksföreståndare fram till den 9 april 1440, då han formellt hyllades som konung. Kröningen ägde rum 1443.
Omedelbart efter det danska kallelsebrevets ankomst började Kristofer förhandla med det svenska riksrådet. Detta gav inte något resultat förrän ombud från Kristofer förhandlat personligen med Karl Knutsson (Bonde) och erbjudit denne stora förläningar. Kristofer valdes på ett riksmöte i Arboga i oktober 1440 till konung av Sverige. Han måste gå med på en handfästning (26 april 1441) som inskränkte hans makt och utvidgade riksrådets.
En dag efter det att han hyllats vid Mora stenar som konung, kröntes han i Uppsala (14 september 1441). År 1442 valdes han även i Norge till konung.

## Regeringstid
I det utkast till kungaförsäkran från april 1441 som finns bevarat ska kungen lova det svenska riksrådet att följa lag och gamla sedvänjor. Om riksrådet ville stifta ny lag förband sig Kristofer att stadfästa dessa lagar. Han lovade också att endast utnämna män födda i Sverige till riksrådet och som länsherrar och då efter att ha hört sig för med riksrådet. Kristofer gick också med på att låta inrätta en sexmannakommitté med ärkebiskopen, drotsen, lagmannen i Uppland samt tre representanter för riksrådet som skulle ha som uppgift att fördela slottslänen. Vid kungens bortgång skulle länen återlämnas till denna kommitté. Kristofer fick också lova att den svenska kronans finanser skulle hållas separat från unionens.

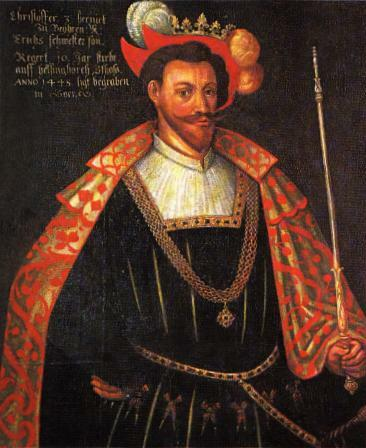
1500-talsmålning av okänd konstnär som är ifrågasatt som porträtt på Kristoffer. Texten om att det är Kristoffer och kronan är ditmålade på 1600-talet.

Vid Kristofers trontillträde utnämndes Karl Knutsson (Bonde) till drots och fick stora delar av Finland utan redovisningsskyldighet samt Borgholms slott och Öland i pant för 40 000 mark. Detta innebar en stor maktposition men samtidigt var han mer eller mindre förvisad till Finland. Snart nog förlorade han Åbo län och ämbetet som drots togs ifrån honom och gavs till Krister Nilsson (Vasa). 
Kristofers regeringstid har gått till eftervärlden genom att det 1442 utfärdades en ny reviderad version av Magnus Erikssons landslag, kung Kristofers landslag. I denna gjordes det klart att Sverige var ett valkungadöme och att kungen skulle styra "med sitt råd i Sverige". Den nya landslagen stärkte frälsets makt på bekostnad av bönderna.
Inför sitt tillträde som kung kan Kristofer ha lovat att återerövra Gotland som hölls av Erik av Pommern och som från sitt fäste Visborgs slott bedrev sjöröveri. Erik förhandlade med regionens makthavare: med holländarna, med hansastäderna vid Östersjön och med Tyska orden. Kristofer inledde förhandlingar med Erik och de två träffades på Västergarn på Gotland 1446 och kom överens om ett ettårigt stilleståndsfördrag. Kristofer försökte isolera Erik och lyckades ingå ett förbund med Tyska orden i Livland där han lovade att Sverige skulle anfalla Nöteborg.
Utrikespolitiskt var Kristofers regering märklig genom den ovilja han visade emot Östersjöstäderna av hanseförbundet. Visserligen hade han i början av sin regering varit tvungen att inta en vänskaplig hållning till dem och han bemedlade 1441 till och med det tioåriga stilleståndet mellan dem och de nederländska städerna, men det var med största motvilja som han (1441 för Danmark, 1445 för Sverige och Norge) bekräftade deras privilegier. Däremot främjade han de nederländska städernas handel med de nordiska länderna. Mot slutet av hans regering skärptes 1447 motsättningarna med de nordtyska hanseaterna ytterligare.
För Kalmarunionen innebar Kristofers regeringstid ett nytt skede, på så vis att han försökte skapa en union där varje rike skulle få största möjliga självständighet. Kristofers inrikespolitik var också, åtminstone i Sverige, betydligt annorlunda jämfört med hans föregångare. Han var ofta och länge i Sverige, och dessemellan ordnade han riksföreståndare som i hans frånvaro skötte regeringen och dömde konungens dom. Bland svenska riksföreståndare under hans frånvaro känner man bland andra Krister Nilsson (Vasa), Bengt Jönsson (Oxenstierna), Erengisle Nilsson och ärkebiskop Nils Ragvaldsson.
Då han själv var närvarande satt han ibland till doms, men oftast gav han sin domsrätt i uppdrag åt några rådsmedlemmar. När det gäller Norge var den förordning om handeln på Bergen han efter samråd med norska riksrådet utfärdade 1444 anmärkningsvärd. Hade den antagits, skulle Hansans stora inflytande i Bergen och i andra sjöfartstäder ha minskats betydligt. Alldeles i början av sin regering slog Kristofer ner ett allvarligt bondeuppror på norra Jylland, efter vars kuvande bondeståndets ställning i Danmark i hög grad försämrades. 
Kristofer avled plötsligt den 5 eller 6 januari 1448 på Helsingborgs slott, strax innan han skulle ha träffat riksrådet i Jönköping. Han ligger begraven i Roskilde.

## Eftermäle

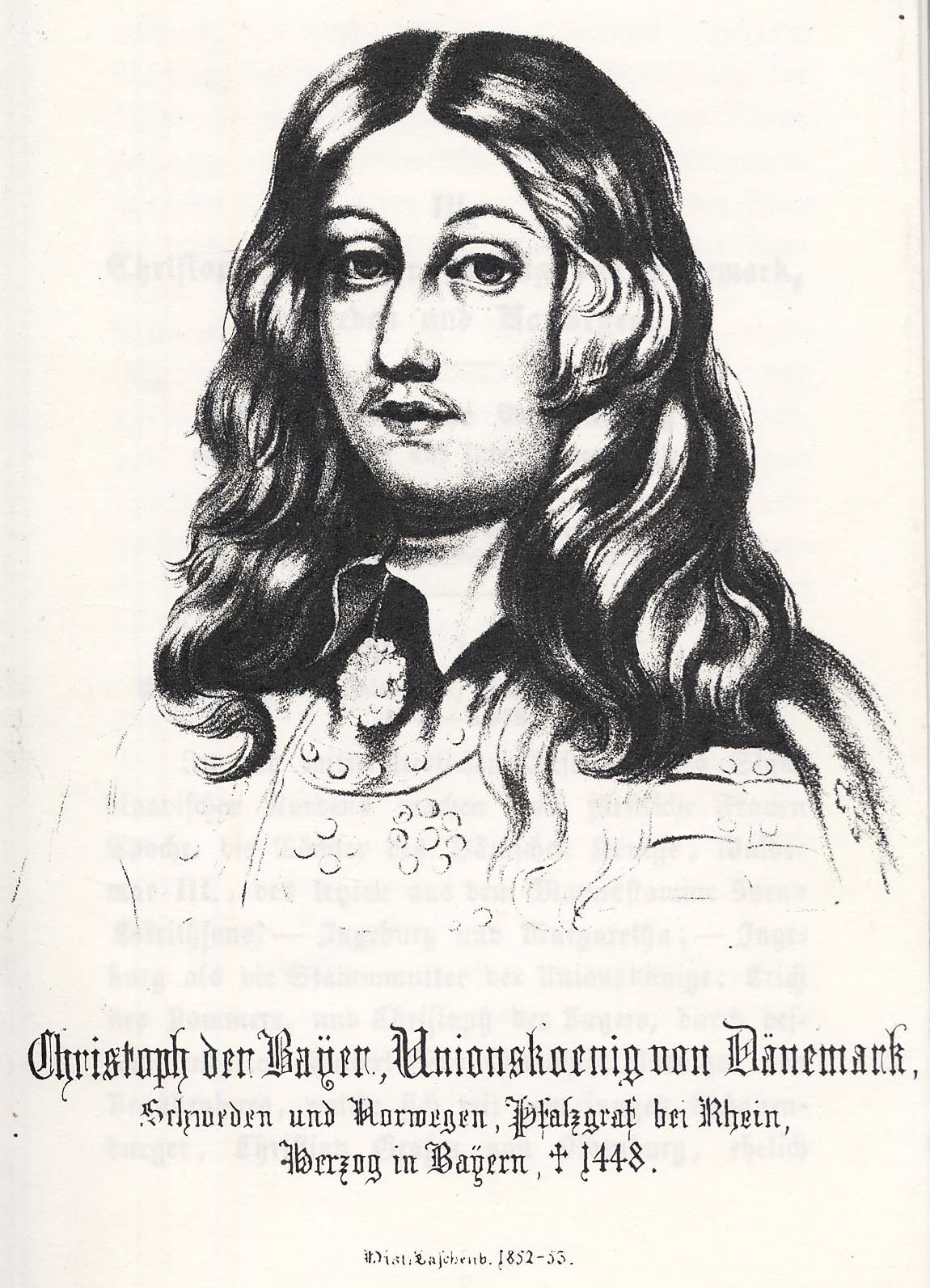
Enligt en tysk historisk tidskrift på 1800-talet såg kung Kristoffer Bayraren ut så här.

Kristofers eftermäle har präglats av Karlskrönikan, som är mycket fientlig mot alla unionskungarna. Enligt denna krönika kännetecknades Kristofers regeringstid av samma problem som under Erik av Pommern – att Kristofer utplundrade svenskarna och skickade skatterna till Köpenhamn. Krönikan påstår också att Kristofer gick förbi riksrådet genom att ha utländska rådgivare och att han sådde split bland adeln genom att dela ut samma län till flera personer. Krönikan ger en bild av ständig missväxt under hans regeringstid och ger honom öknamnet "Barkekonung".
Karlskrönikan är en propagandaskrift och tillkom för att hylla Karl Knutsson (Bonde). Det samtida källmaterial som finns ger en annan bild: Kristofer höll sina löften från handfästningen, männen i riksrådet behöll sitt inflytande och slottslänen delades ut till dess medlemmar. På grund av att endast ett utkast till kungaförsäkran finns bevarat är det svårt att avgöra vilka löften kungen verkligen gjorde.